# Амар де ла Торре, Рафаэль
Рафаэ́ль Ама́р де ла То́рре (кат. Rafael Amar de la Torre; 1802, Барселона — 30 мая 1874, Мадрид) — каталанский геолог и горный инженер. Основатель Испанской королевской академии наук и первый в Испании преподаватель палеонтологии.

## Биография
В 1822 году Рафаэль Амар де ла Торре переехал из Барселоны в Мадрид для изучения дорожной инженерии. Изучив в испанской столице основы пробирного анализа, он поступил в Горную Академию Альмадена, которую закончил в 1828 году. В октябре 1830 года он по указу генерального директора шахт Испании Фаусто Дельхуяра отправился во Фрайбергскую горную академию для получения дополнительного образования. Перед отъездом Амар де ла Торре вместе с Фелипе Баусой и Хоакином Эскеррой провёл полное исследование каменных угольных шахт Астурии.
3 мая 1835 года он был назначен профессором минералогии и геологии в Школе горных инженеров, где преподавал систематику внешних признаков, высказанную Абраамом Готтлоб Вернером и подход Фридриха Мооса к кристаллографии, а также ввёл на вверенном ему курсе, практику определения минералов с помощью паяльной лампы по методу Эдуарда Наркорта. Преподавая геологию, он опирался на труды Генри де ла Беша и Чарлза Лайеля, а также стал инициатором введения полевых практических занятий по этому предмету. Помимо этого в 1839 году он стал первым в Испании преподавателем палеонтологии и первым испанским исследователем ископаемых следов.
С 1835 по 1840 год он являлся членом Мадридской академии наук. Королевским указом от 18 апреля 1844 года ему было поручено организовать географическую коллекцию минералов испанского королевства. Через три года он стал основателем Испанской королевской академии наук.